# Joe Nagbe
Joe Nagbe (Nimba County, Liberia; 2 de septiembre de 1968) es un exfutbolista de Liberia que jugaba en la posición de Centrocampista. Es padre del jugador Darlington Nagbe del Columbus Crew de la Major League Soccer.

## Carrera

### Club
| Periodo   | Club               |
| --------- | ------------------ |
| 1980–1983 | Young Survivors    |
| 1985–1986 | Invincible Eleven  |
| 1986–1987 | Mighty Barrolle    |
| 1987–1988 | Invincible Eleven  |
| 1988–1989 | Union Douala       |
| 1989–1990 | Stade de Vallauris |
| 1990–1991 | AS Monaco          |
| 1991–1993 | SAS Épinal         |
| 1993–1996 | OGC Nice           |
| 1996–1997 | FC Lugano          |
| 1997–2000 | PAOK FC            |
| 2000–2001 | Panionios FC       |
| 2001–2002 | PAS Giannina       |
| 2002–2003 | Al-Jazira Club     |
| 2003–2004 | PSIM Yogyakarta    |
| 2004–2005 | PSPS Pekanbaru     |
| 2005–2006 | Persema Malang     |
| 2006–2007 | Persiba Bantul     |

### Selección nacional
Jugó para Liberia de 1986 a 2011 donde disputó 77 partidos, teniendo el récord de más partidos con la selección nacional. También formó parte de la selección que jugó en la Copa Africana de Naciones 1996.

## Logros
- Copa de Francia

1990/91
- Ligue 2

1993/94
- Beta Ethniki

2001/02